# Süngüderesi, Akyaka
Süngüderesi là một xã thuộc huyện Akyaka, tỉnh Kars, Thổ Nhĩ Kỳ. Dân số thời điểm năm 2010 là 87 người.